# Faros del Castillo de Hurst
Los Faros del Castillo de Hurst (en inglés: Hurst Castle Lighthouses o también Hurst Point Low Lighthouses) son dos faros situados en el Castillo de Hurst, situado en la punta del mismo nombre, en Hampshire, Inglaterra, Reino Unido. El primero entró en funcionamiento, sustituyendo a uno anterior, en 1866 y dejó de prestar servicio en 1911, fecha en la que fue sustituido por el segundo, construido a su lado, que a su vez fue apagado en 1997 siendo sus funciones asumidas por el faro de Punta de Hurst que fue modernizado al efecto.

## Historia
El Trinity House, el organismo regulador de las ayudas a la navegación de Inglaterra y Gales, mandó erigir en 1785 tres faros, en la Punta de St. Catherine, la Punta de Hurst y en The Needles, para guiar la entrada del estrecho de Solent. El faro del Castillo de Hurst fue construido en el suroeste del mismo y fue puesto en servicio el 29 de septiembre de 1786.

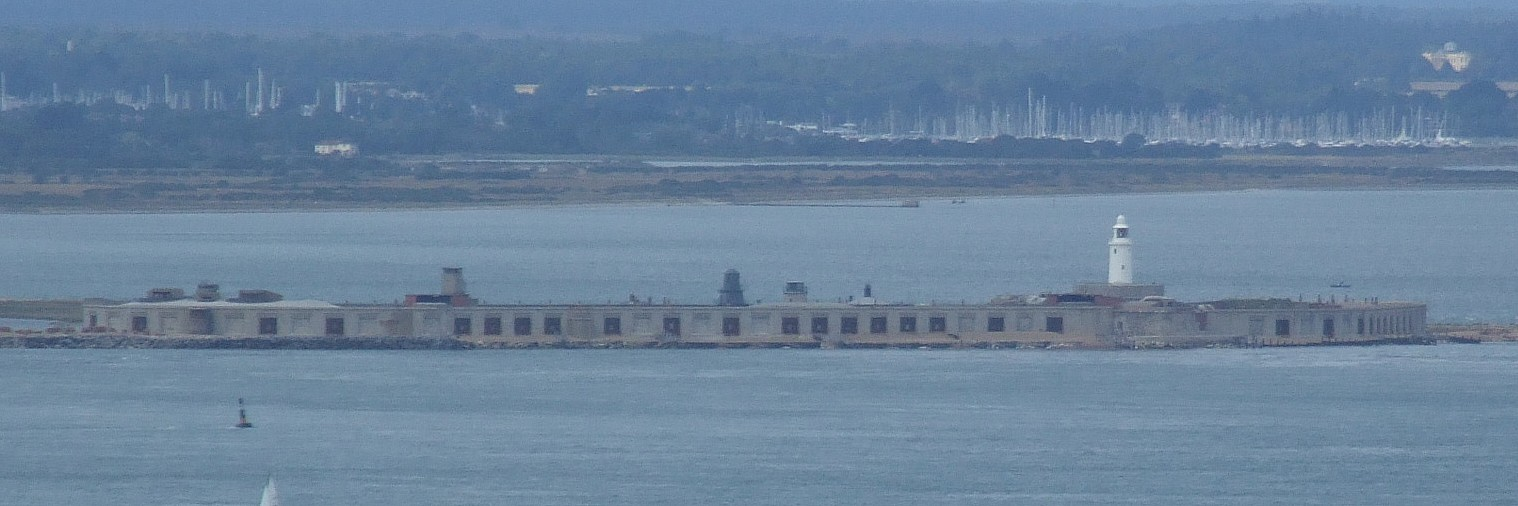
Vista de la Punta de Hurst y el castillo. En el centro de la imagen se ven los dos faros del Castillo de Hurst y a la derecha, de blanco, el faro de Punta de Hurst.

Debido a unas obras de ampliación del castillo, se tuvo la necesidad de recolocar el faro, construyéndose uno nuevo en 1866 de planta circular con una linterna pintada de rojo.
En 1911 este faro fue sustituido por uno nuevo, construido a su lado, en esta ocasión de planta cuadrada de estructura metálica apoyada en un marco de acero adosado al muro del castillo.
En 1997 se realizó una extensa modernización en el cercano faro de Punta de Hurst instalándose en él unos nuevos proyectores que iluminan el estrecho de Solent haciendo innecesario el servicio del faro del Castillo de Hurst, siendo apagado ese mismo año y ambas torres pintadas de gris para camuflarlas con el paisaje circundante y evitar confusiones con el faro en activo cercano a ellos.